# びっくりマウス
『びっくりマウス』は 2000年7月27日にソニー・コンピュータエンタテインメント(SCEI)から発売されたPlayStation 2用お絵かきゲームソフトである。PlayStation 2のUSBポートを使った初のゲームソフト。USBマウス対応ソフトとして登場し、そのギミックの面白さやデザイン・世界観の奇抜さ、シュールなCMなどでインパクトは強かったが、目的もノルマもなく、ゲーム性が低かった。ギミックも飽きやすいものが多かったため、売り上げは失敗に終わり、クソゲーと扱われることも多い。本作の失敗をきっかけに、PlayStation 2全体を揶揄す意味で「たのしいなあ　びっくりまうすわ」というフレーズが2ちゃんねるなどで流行した。
本作に登場するキャラクターはうるまでるびが1998年のMACWORLD Expoで発表したアニメーションライブパフォーマンス「びっくりマウス」が全身であり、インタラクティブデザインはうるまでるびが過去に『ウゴウゴルーガ』で競演した岩井俊雄が担当している。

## ゲーム概要
USBマウスを使ってお絵かきの過程を楽しむゲーム。用意されたステージの中で思うままに絵を描くことができる。ステージによって水墨画が描けたり、ワイヤーフレーム画のようになったりと、多彩なギミックが仕掛けられていてプレイヤーを飽きさせない。
本ゲームの最大の特徴は「ワザペン」。普通のペンと違い、線を引くと花が咲いたり丸を描くと太陽に変わるといった様々なアニメーション的仕掛けが楽しめる。ステージごとにワザペンの筆致や発生する「ワザ」が変わる。このワザペンとステージギミックを組み合わせることで、お絵かきの可能性は無限大に広がる。
なお、本作発売の7年後に『みんなのうた』で楽曲が放送されたのがきっかけで一躍人気キャラクターになった「おしりかじり虫」は既に本作に登場していた。

## USBマウス
市販のホイール付き2ボタンUSBマウスなら、ボール式・光学式を問わず基本的になんでも使用できる。自分の使い慣れたマウスを使用できるのが強み。また、SCEI からオリジナルデザインのびっくりマウス専用マウス（マウスパッド付き）も発売されている。USBマウスを持っていない場合でも、PlayStation 2コントローラを使って遊ぶことが可能。

## 受賞歴
- MMCAマルチメディアグランプリ98　（シアター・展示部門／エンターテイメント賞）
- MMCAマルチメディアグランプリ2000　（パッケージ部門／インタラクティブ賞）